# Campang Tiga Ulu
Campang Tiga Ulu is een bestuurslaag in het regentschap Ogan Komering Ulu van de provincie Zuid-Sumatra, Indonesië. Campang Tiga Ulu telt 4420 inwoners (volkstelling 2010).